# Cuju
 (novembre 2012).
Si vous disposez d'ouvrages ou d'articles de référence ou si vous connaissez des sites web de qualité traitant du thème abordé ici, merci de compléter l'article en donnant les références utiles à sa vérifiabilité et en les liant à la section « Notes et références ».
 (novembre 2012).

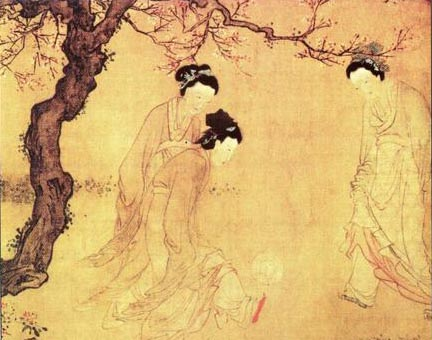
Dames chinoises jouant au cuju (dynastie Ming).

Le cuju (en chinois traditionnel, 蹴鞠, en pinyin, cù  jū), ou Ts'u Chü est un ancien jeu de balle ayant des ressemblances avec le football. Joseph Blatter, ex-président de la FIFA, en a fait la plus ancienne forme de football pour laquelle il existe des preuves, étant d'abord mentionné comme un exercice d'entraînement militaire aux IIe et IIIe siècles avant notre ère — forme sans parenté avec le football qui se fonde sur les Cambridge rules dont les origines remontent à un jeu de balle très différent nommé mob football (en) d'abord joué en Grande-Bretagne au Moyen Âge,. Le cuju est originaire de Chine ancienne et a également été joué en Corée, au Japon et au Vietnam.

## Histoire
Le jeu de cuju fut d'abord mentionné dans le Zhanguoce (sous l'article de l'État Qi) et plus tard dans le Shiji de Sima Qian (dans la biographie de Su Qin), rédigés au cours de la Dynastie Han. Certains prétendent que c'est Huángdì, l'empereur jaune qui a inventé le jeu à des fins de formation militaire, d'autres situent son apparition en Chine pendant la Période des Royaumes combattants (476-221 av. J.-C.). En tout état de cause, il existait certainement au cours de cette période. Une forme de cuju de compétition servait pour l'entraînement physique de la cavalerie, alors que d'autres formes étaient jouées dans le cadre de divertissement dans les villes riches comme Linzi.
Au cours de la Dynastie des Han (206 av. J.-C.- 220 apr. J.-C.), la popularité du cuju se répand de l'armée aux cours royales et aux classes supérieures. Il est dit que l'empereur Han Wu Di appréciait le sport. Dans le même temps, les jeux de cuju sont standardisés et les règles sont établies. Les matches de cuju se tenaient souvent à l'intérieur du palais. Une sorte de terrain appelé ju chang fut construit spécialement pour les matches de cuju, avec à chacune des extrémités six poteaux de but en forme de croissant.
Le sport a été amélioré au cours de la Dynastie Tang (618-907). Tout d'abord, la balle garnie de plumes a été remplacée par un ballon rempli d'air avec une coque à deux couches. En outre, deux différentes sortes de poteaux de but apparaissent : l'un fait avec la mise en place de poteaux avec un filet entre eux et l'autre composé d'un seul poteau au centre du terrain. La capitale de la dynastie Tang, Chang'an, possédait de nombreux terrains de cuju, dans les arrière-cours des grandes demeures, et certains se trouvaient même dans l'enceinte du palais de l'ouest de Chang'an. Les soldats qui appartenaient à l'armée impériale et à la garde de l'oiseau d'or formaient souvent des équipes de cuju pour le plus grand plaisir de l'empereur et de sa Cour. Le niveau des équipes féminines de cuju s'améliore également. Les registres indiquent qu'une fois une jeune fille de 17 ans a battu une équipe de soldats de l'armée. Le cuju est même devenu populaire chez les érudits et les intellectuels, et si un courtisan manquait d'habileté dans le jeu, il pouvait se faire racheter au poste de marqueur. 
Le cuju a prospéré sous la Dynastie Song (960-1279) en raison du développement économique et social, et il étend sa popularité à chaque classe de la société. À cette époque, les joueurs professionnels de cuju étaient très populaires, et le sport a commencé à prendre un tournant commercial. Les joueurs professionnels de cuju se divisaient en deux groupes : ceux formés et évoluant pour la Cour royale (miroirs en cuivre et pots à brosse de la Dynastie Song mis au jour dépeignant souvent des représentations professionnelles) et ceux composés de civils qui vivent du fait d'être joueurs de cuju.
Dans la Dynastie Song, seul un poteau se trouvait au centre du champ. Des organisations de cuju sont mises en place dans les grandes villes, nommées Qi Yun She ou Yuan She – maintenant connu comme le premier club professionnel de cuju – dont les membres étaient soit des amoureux de cuju, soit  des interprètes professionnels. Les joueurs non professionnels devaient nommer officiellement un professionnel faisant office de professeur et payer des frais pour devenir membre. Ce procédé assure un revenu aux professionnels, contrairement au cuju de la Dynastie Tang.

## Jeu
Historiquement, il y a deux styles principaux de cuju : « Zhu Qiu » et « Da Bai ».
- Le « Zhu Qiu » était couramment pratiqué lors des fêtes de la cour célébrant l'anniversaire de l'empereur ou lors d'événements diplomatiques. Un match de compétition de cuju de ce type consistait normalement en deux équipes de 12-16 joueurs de chaque côté.
- Le « Da Bai » est devenu dominant durant la dynastie Song, une approche qui attache une grande importance au développement des compétences personnelles. Marquer des buts est devenu obsolète lorsque l'on utilise cette méthode sur un terrain clos à l'aide de fils et les joueurs à tour de rôle frappent le ballon à l'intérieur de ces limites. Le nombre de fautes faites par les joueurs détermine le vainqueur. Par exemple, si le ballon ne parvenait pas à atteindre d'autres membres de l'équipe, des points étaient déduits. Si le ballon était frappé trop loin, une importante retenue du score en résultait. Frapper le ballon trop bas ou tourner au mauvais moment, tout entraîne une perte de points. Les joueurs peuvent toucher le ballon avec n'importe quelle partie du corps excepté les mains, alors que le nombre de joueurs varie de deux à dix. En fin de compte, le joueur avec le score le plus élevé gagne.

Le cuju commence à décliner au cours de la dynastie Ming (1368-1644), à cause de négligence et ce sport âgé de 2 000 ans disparaît lentement.

## Club de Cuju
Au Xe siècle, un club de cuju Qi Yun She (齐云社）) est développé en Chine. Chaque année, il y avait un championnat national Shan Yue Sai Zheng (山岳正赛) organisé par Qi Yun She.

## Reconnaissance par la FIFA
Le 15 juillet 2004, Sepp Blatter, le président de la FIFA, plus tard suspendu de son poste pour de multiples affaires de corruption, déclare lors de la troisième session de la foire internationale de football que « le football est originaire de la Chine ». Le Shandong Zibo a été officiellement reconnu comme l'origine du monde de football. Pendant la Coupe du monde 2006 en Allemagne, il dit encore ： « Le football est originaire de Chine, Linzi est la maison du football. Le football est non seulement votre orgueil, la fierté du peuple chinois, mais aussi la fierté du monde, de fans du football et de la Coupe du monde. »

## Référence culturelle
Le film de John Woo, Les Trois Royaumes, présente un concours de cuju tandis que Cao Cao et les autres observent sur le banc de touche.